# アメリカンスパイ 〜ビキニより愛をこめて〜
『アメリカンスパイ ～ビキニより愛をこめて～』（原題：The Girl from B.I.K.I.N.I.）は、フレッド・オーレン・レイ監督（別名：Nicholas Juan Medina）による2007年のアメリカのケーブルテレビ向けのエロティック映画。ノーマン・フェルトンが制作したテレビシリーズ『0011ナポレオン・ソロ（原題：The Man from U.N.C.L.E.）』をもとにしたパロディ。

## あらすじ
アメリカの諜報機関「Bureau of International Knowledge Intelligence and Nonstandard Investigations」、通称"B・I・K・I・N・I"のエージェント・タニアXは、モスクワでの任務を終え、本部に戻る。すると、ボスから「米連邦捜査局や米中央情報局との暗号通信の隠れ蓑として運営されているラジオ局の周波数が、何者かに妨害されている」と告げられる。その妨害者を割り出し、捕獲せよとの指令を受け、タニアXは行動を開始する。さらにラジオ局のオーナーの娘であるサマンサ・ラインハートを邪悪なフェイ・ウォンから救うために、限られた時間との戦いを強いられる。

## キャスト
- タニア - ビヴァリー・リン
- レベッカ・ラブ

## 制作背景
本作は、制作会社American Independent Productionsが制作し、Retromedia Entertainmentが配給した。2007年夏にプレミアムチャンネルのCinemaxで決まった時間帯にオンデマンドで数回放送された。また、2007年11月にはDVDが発売された。

## 評価
本作は、「Dr. Gore's Movie Reviews」で、レベッカ・ラブのシーンが見られる良いソフトコア映画だと評価された。「The Video Vacuum」のMitch Lovellは、自身の映画レビューで、レベッカ・ラブとビヴァリー・リンの両名の演技力を賞賛している。